# Monolene
Monolene es un género de pez de la familia Bothidae en el orden de los Pleuronectiformes.

## Especies
Las especies de este género son:
- Monolene antillarum Norman, 1933
- Monolene asaedai Clark, 1936
- Monolene atrimana Goode & Bean, 1886
- Monolene danae Bruun, 1937
- Monolene dubiosa Garman, 1899
- Monolene helenensis Amaoka & Imamura, 2000
- Monolene maculipinna Garman, 1899
- Monolene megalepis Woods, 1961
- Monolene mertensi (Poll, 1959)
- Monolene microstoma Cadenat, 1937
- Monolene sessilicauda Goode, 1880